# Glypta verticalis
Glypta verticalis là một loài tò vò trong họ Ichneumonidae.